# 桃源镇 (大田县)
桃源镇是中国福建省三明市大田县下辖的一个镇。

## 行政区划
桃源镇共辖13个行政村，分别是：
桃源村、西安村、东坂村、桥山村、翁厝村、前厝村、前村村、广汤村、杨坑村、上举村、兰玉村、桃林村、桃新村。